# ぼうふら紳士
『ぼうふら紳士』（ぼうふらしんし）は、1960年5月8日から1961年5月11日までフジテレビ系列局で放送されていたフジテレビ製作のテレビドラマである。ロート製薬の一社提供。

## 概要
フジテレビでは初となったロート製薬の一社提供番組である。また、当時ニッポン放送の社員で、出向先のフジテレビで演出を担当していた松木ひろしの脚本家デビュー作でもある。

## 放送時間
いずれも日本標準時。
- 日曜 21:15 - 21:45 （1960年5月8日 - 1960年10月30日）
- 木曜 21:15 - 21:45 （1960年11月3日 - 1961年5月11日）

## 出演者
- 三井弘次
- 桂小金治
- 守屋浩
- 市川和子
- 丸山明弘
- 高橋とよ
- 井川邦子
- 坂本武

## スタッフ
- 原作：津瀬宏
- 脚本：岡田教和、津瀬宏、松木ひろし
- 演出：松木ひろし

## 参考資料
- テレビドラマデータベース[どれ?]